# Боевой нож

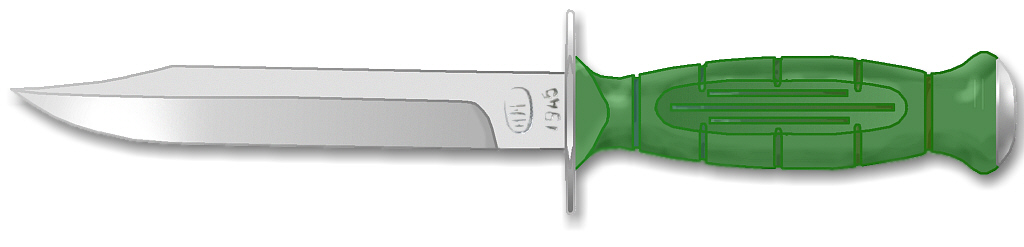
Нож разведчика НР-43 «Вишня»

Боево́й нож — нож, предназначенный для поражения живой силы противника в ходе боевых действий или специальных операций и официально принятый на вооружение армией или другой силовой структурой. Остальные ножи отличаются от них не только юридическим статусом, но и функциональностью и могут быть классифицированы как разделочные, охотничьи, выживания, специальные.
По конструкции боевой нож — контактное клинковое колюще-режущее оружие с коротким однолезвийным клинком.

Боевое холодное оружие — военное холодное оружие, состоящее на вооружении государственных военизированных организаций и предназначенное для решения боевых и оперативно-служебных задач (ГОСТ Р 51215-98 «Оружие холодное. Термины и определения»)

При проектировании и изготовлении боевых ножей учитывают их приоритетную функцию — уничтожение живой силы противника. К боевым ножам также относят штык-нож.
Боевые ножи бывают разных конструкций. Есть боевые ножи, рассчитанные в основном на колющие удары, ножи с односторонней заточкой и другие.  В западной терминологии иногда отдельно выделяют универсальные тактические ножи (в том числе и складные), подобное наименование предусматривает, в случае необходимости, возможность их применения в качестве боевых.
Современные боевые ножи отличаются универсальностью — при малом весе их заточка позволяет с лёгкостью резать верёвки, вскрывать консервные банки или кевларовые бронежилеты.

## Требования к боевому ножу
Конечно, в бою можно использовать практически любой нож, но для максимальной эффективности современный боевой нож должен учитывать все особенности техники боя с ножом. Потому идеальный боевой нож должен отвечать нижеследующим требованиям:
- Овальное или яйцевидное (а не круглое) сечение рукояти, чтобы рука чувствовала положение лезвия
- Двусторонняя заточка клинка (или хотя бы частичная обратная заточка (полуторная)). Односторонняя заточка значительно усложняет технику боя, заставляя всё время разворачивать клинок в нужную сторону
- Ширина клинка должна быть не менее 30 мм, что обеспечивает уменьшение угла заточки за счёт ширины спуска клинка. Это обеспечивает повышение режущих свойств
- Листовидная форма клина (или дифференцированная заточка) для нанесения эффективных режущих ударов. Листовидная форма клинка позволяет наносить глубокие и широкие колотые раны и при этом имеет превосходные режущие качества. Сочетание дифференцированной (волнообразной, неравномерной режущей кромки) и обратной заточки также наделяют нож превосходными режущими свойствами. Иногда боевые ножи снабжают ещё и серрейторной заточкой

Примечание: дифференцированная заточка не подразумевает волнообразную режущую кромку или серрейтор. Клинок, у которого участки лезвия заточены под разными углами (под резку и рубку) тоже имеет дифференцированную заточку. Также не следует путать фальшлезвие (просто двустороннюю фаску, облегчающую проникновение клинка при уколе) с заточкой обуха.
- Наличие ограничителя рукояти или крестовины. Они не должны быть слишком большими, иначе они будут мешать перехватывать нож (ограничитель служит для того, чтобы рука при колющем ударе не соскочила на лезвие, потому холодное оружие от бытового ножа отличают величиной ограничителя)

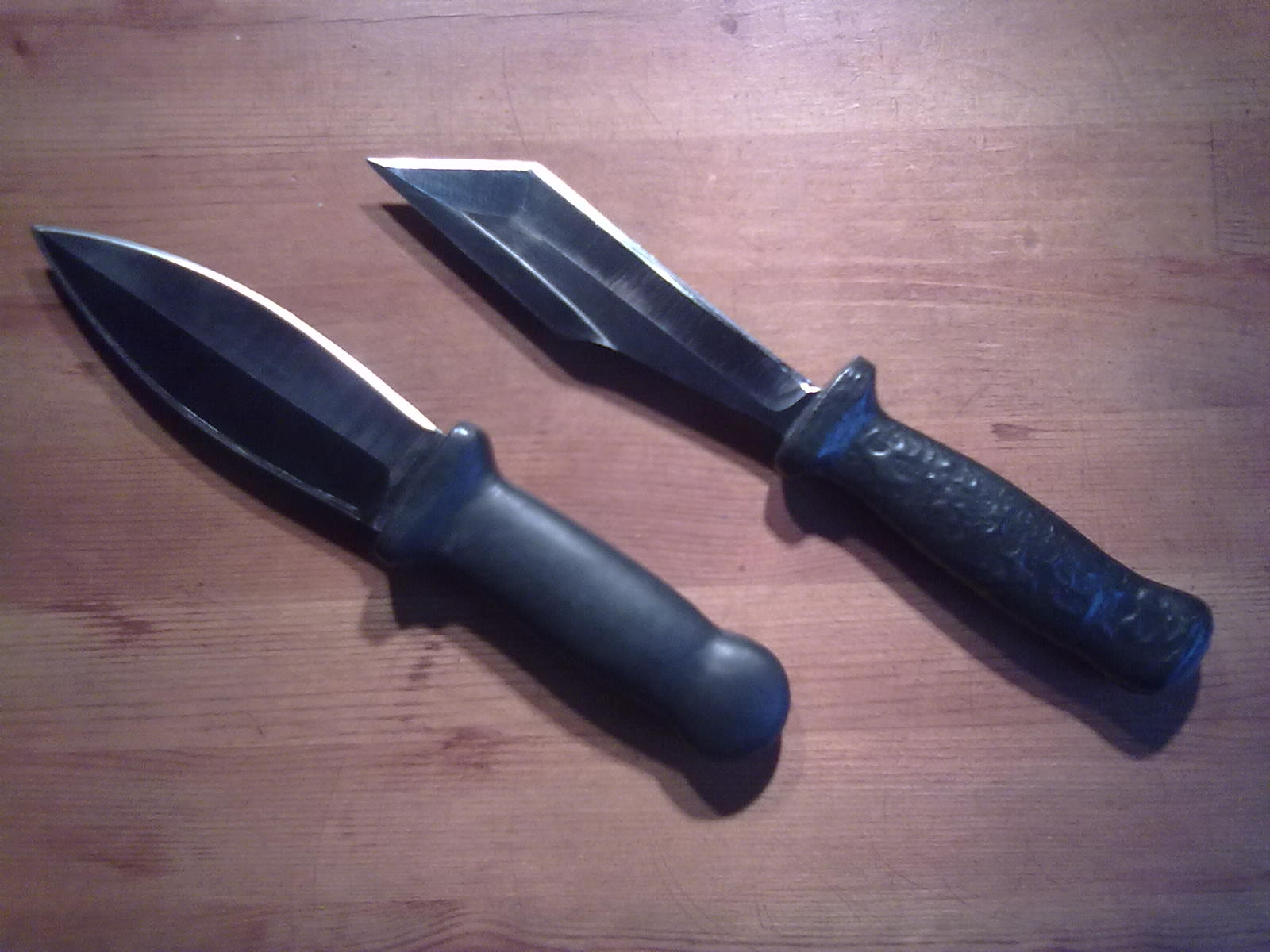
Боевые ножи, сделанные под заказ с соблюдением вышеописанных требований

- Общая длина ножа должна быть 22—30 см. Нож короче 22 см имеет слишком близкую дистанцию боя. Нож длиннее 30 см — неудобен и его легче выбить у противника из руки
- Твёрдость клинка должна быть не менее HRC 50—55. Высокая твёрдость клинка позволяет пробить толстую одежду и раздвинуть волокна кевларового бронежилета

Примечание: пробивная способность клинка больше зависит от его формы на первых нескольких сантиметрах от острия, чем от твёрдости металла.
- Остриё клинка должно находиться как можно ближе к оси симметрии ножа, а не быть уведено в сторону, как у охотничьих ножей. Это позволяет целиком направить всю силу удара именно по вектору приложения удара
- Вес ножа должен быть около 200—300 граммов.[4] Лёгким ножом сложнее нанести сильный проникающий удар, если нож тяжелее, то это замедляет движение
- Ножны для боевого ножа должны быть без застёжек для удержания ножа. Нож в ножнах должен держаться исключительно за счёт силы трения, только так его можно быстро выхватить одним движением; при этом нож не должен сам выпадать и выскальзывать из ножен, вне зависимости от положения и наклона. Главное требование к ножнам — возможность мгновенно достать нож, также желательна возможность доставать его одной рукой без помощи другой. Нож, убранный в ножны, не должен мешать движению. При извлечении из ножен он не должен издавать любые звуки, способные нарушить маскировку
- Центр тяжести в правильно сконструированном ноже должен быть расположен максимально близко к рукояти, а не к концу клинка — так увеличивается взаимосвязь ножа с кистью руки и сила воздействия руки на оружие и, как следствие, сила пореза[5]